# Нематеријално културно наслеђе Црне Горе
Нематеријално културно наслеђе Црне Горе обухвата елементе одређене Унесковом дефиницијом нематеријалног културног наслеђеа: „пракса, презентација, изражавање, као и удружена знања и неопходне вештине, које заједнице, групе и, у неким случајевима, појединци препознају као део свог културног наслеђа.

## Детаљније
Црногорска културна баштина је делимично истражена и вреднована. Рад на изради првих елабората вредновања културних вредности нематеријалних добара започела је Управа за заштиту културних добара 2013. године и законом до сада заштитила 19 нематеријалних културних добара Црне Горе.
Нематеријална добра која су евиденирана сврстана су у шест група:
- Језик
- Усмено предање
- Усмена књижевност и други усмени изрази
- Извођачка уметност
- Обичај
- Обред и свечаност
- Знање или вештина везана за природу и свемир
- Култно и знаменито место
- Традиционални занат и вештина

Нематеријалниа културна добара Црне Горе: 1. Вештина израде и украшавања црногорске народне ношње, 2. Црногорски оро, 3. Бокељска морнарица, 4. Бокељска ноћ, 5. Култ Св. Владимира, 6. Фашинада, 7. Вештина израде чунова, 8. Вештина израде Добротске чипке, 9. Вештина израде Добротске торте, 10. Традиционалне игре колашинског краја, 11. Легенде о настанку Котора, 12. Предање о Пави и Ахмету, 13. Легенда о три сестре – Тре сорелле, 14. Легенда о љубави Пераштанке Катице Калфић и француског војника, 15. Израда лиснатог сира, 16. Израда Бихорског ћилима, 17.  Пљеваљски сир, 18. Израда гусала - гуслање и 19. Рибарење калимерама.

### Критеријуми за културно добро
Да би неко добро било заштићено и вредновано као културно добро Црне Горе постоје критеријуми које предвиђа Закон о заштити културних добара по којем је културно добро "свако непокретно, покретно и нематеријално добро за које је, у складу са овим законом, утврђено да је од трајног историјског, умјетничког, научног, археолошког, архитектонског, антрополошког, техничког или друштвеног значаја."
Стручно тело од најмање три члана утврђује да неко добро поседује културну вредност и тако постало културно добро. 
Стручно тело израђује стручни елаборат на основу истраживања и прикупљених истраживачких подтака о датом добру, који садржи и образложен стручни став о својствима, особеностима, значају и категорији добра које се на овај начин вреднује.
Критеријуми који су неопходни које добро мора да поседује да би стекло статус културног добра јесу:
- аутентичност и интегритет,
- степен очуваности,
- јединственост и ријеткост у оквиру своје врсте, и
- историјски, умјетнички, научни, археолошки, архитектонски, антрополошки, технички или други друштвени значај.

## Иницијативе
UNESCO je доношењем Конвенције о заштити нематеријалне културне баштине 2003. године утицао на подизање свести на локалном, националном и међународном нивоу важности нематеријалне културне баштине. Конвенција одрживи развој и културну разноликост прокламује као кључне структурне основе заштите нематеријалне културне баштине и предуслов њеног очувања и даљег преношења. Црна Гора је усвојила Конвенцију у јулу 2009. године. Од 2010. до 2012. године Црна Гора је донела низ прописа којима се уређује област културне баштине. Први пут је уређена и област заштите нематеријалне културне баштине доношењем Закона о заштити културних добара 2010. године. Управа за заштиту културних добара формирана је 2011. године. Године 2012. Министарство културе, Управа за заштиту културних добара и Народни музеј Црне Горе су реализовали Пројекат евидентирања нематеријалне баштине на територији Црне Горе. У циљу евидентирања нематеријалне културне баштине, Управа за заштиту културних добара формирала је шест стручних тимова.
2011. године потписна је Београдска декларација која представља разраду тачака о томе како се наслеђе чува, како се ставља у функцију културне привреде и културног туризма као и интегрисање искустава у чувању и презентацији материјалног и нематеријалног наслеђа. Београдску декларацију потписале су Србија, Црна Гора, Босна и Херцеговина, Бугарска, Хрватска, Италија, Македонија, Молдавија, Албанија, Румунија и Словенија у својству посматрача.

## Списак
Следи списак елемената нематеријалног културног наслеђа Црне Горе
| БР | Слика                                                          | Назив                                                          | Опис | Предлагач                           | Датум уписа у регистар | Напомена                                                                                             |
| -- | -------------------------------------------------------------- | -------------------------------------------------------------- | --- | ----------------------------------- | ---------------------- | --- |
| 1  | Црногорска народна ношња                                       | Црногорска народна ношња                                       | Народна ношња је препознатљив сегмент културно-историјског наслеђа, а вештина израде и украшавања црногорске народне ношње је заштићена као један од елемената нематеријалног културног наслеђа.                                                                            | Управа за заштиту културних добара  |                        | |
| 2  | Црногорско оро                                                 | Црногорско оро                                                 | Најпопуларнија народна игра која се изводи широм Црне Горе. | Управа за заштиту културних добара  |                        | |
| 3  | Бокељска морнарица Котор                                       | Бокељска морнарица Котор                                       | Некада сталешка организација помораца, данас меморијална организација и невладина непрофитабилна организација грађана у којој се чува традиција сталешке братовштине бокељских помораца, настале према традицији у Котору почетком 9. века.                                 | Управа за заштиту културних добара  |                        | Прво нематеријално културно добро које Црна Гора кандидује за статус светске културне баштине UNESCO |
| 4  | Бокељска ноћ                                                   | Бокељска ноћ                                                   | Бокељска ноћ, или изворно Бокешка ноћ је традиционална свечаност која се одржава у Котору сваке године у другој половини августа. | Управа за заштиту културних добара  |                        | |
| 5  | Култ Светог Владимира                                          | Култ Светог Владимира                                          | Култ Светог Владимира је литија која се обележава већ неколико стотина година. | Управа за заштиту културних добара  | 2013. година           | |
| 6  | Фашинада                                                       | Фашинада                                                       | Традиционална свечаност која се 22. јула сваке године одржава у Перашком акваторијуму Бококоторског залива. Обичај насипања камења око острва Госпа од Шкрпјела, ради очувања статике овог вештачког острва.                                                                | Управа за заштиту културних добара  |                        | |
| 7  | Вештина израде чунова                                          | Вештина израде чунова                                          | Чун је чамац карактеристичан за Скадарско језеро, где се вековима традиционално употребљава за риболов, а вештина израде чунова је заштићена као један од елемената нематеријалног културног наслеђа.                                                                       | Управа за заштиту културних добара  |                        | |
| 8  | Пошаљи фотографију                                             | Добротскa чипкa                                                | Добротска чипка призната је као посебна врста чија је јединственост у начину израде. Вештина израде Добротске чипке преносила се генерацијама од 12. до 20. века. | Управа за заштиту културних добара  | 2013. година           | |
| 9  | Пошаљи фотографију                                             | Добротска торта                                                | Добротска торта има специфичан начин припреме који је дубоко укорењен у локалне обичаје чији се оригинални рецепт и вештина израде, вековима чувао међу мештанима. Слична је венецијанској, имотској, перашкој торти тј. посластицама које се спремају дуж јадранске обале. | Управа за заштиту културних добара  | 2013. година           | |
| 10 | Пошаљи фотографију                                             | Традиционалне игре колашинског краја                           | Чине их стара кола колашинског краја која се играју уз песму и топот корака, а изводе се у традиционалној народној сукненој или свечаној ношњи. | Управа за заштиту културних добара  | 2016. година           | |
| 11 | Легенде о настанку Котора                                      | Легенде о настанку Котора                                      | О настанку града Котора постоје много легенди јер су људи веровали да су богови утицали на настанак овог града, због лепоте коју овај град има, као и положај на коме се налази                                                                                             | Управа за заштиту културних добара. | 2013. година           | |
| 12 | Пошаљи фотографију                                             | Предање о Пави и Ахмету                                        | Познато предање-легенда с подручја Вранешке долине, које припада територији општини Бијело Поље у Црној Гори, и које се више од три и по века чува од заборава. | Управа за заштиту културних добара  | 2015. година           | |
| 13 | Тре сореле (легенда)                                           | Тре сореле (легенда)                                           | Традиционална прича народног духа у Боки Которској о несрећној љубави три сестре према истом поморцу. Легенда се препричава вековима, а потекла је из Прчања, места у близини Котора                                                                                        | Управа за заштиту културних добара. |                        | |
| 14 | Легенда о љубави Пераштанке Катице Калфић и француског војника | Легенда о љубави Пераштанке Катице Калфић и француског војника | Традиционална народна прича о трагичној Перашкој љубави и једна од најпознатијих легенди Боке Которске. | Управа за заштиту културних добара  |                        | |
| 15 | Пошаљи фотографију                                             | Црногорски лиснати сир                                         | Производња једног од најкарактеристичнијих сирева у Црној Гори, одвија се на територији општина Колашин и Мојковац. | Управа за заштиту културних добара  | 2013. година           | |
| 16 | Пошаљи фотографију                                             | Бихорски ћилим                                                 | Локално становништво Бихора баштини већ столећима ћилимарство као занат који је временом постао једно од специфичности бихорског краја. | Управа за заштиту културних добара  | 2013. година           | |
| 17 | Пљеваљски сир                                                  | Пљеваљски сир                                                  | Пљеваљски сир се производи од пуномасног крављег млека и припада групи меких саламурних сирева, а производи у северном делу Црне Горе, на територији општине Пљевља. | Управа за заштиту културних добара  |                        | |
| 18 | Гусле                                                          | Гусле                                                          | Гусле су народни гудачки инструмент. Има једну, или евентуално две жице. Најчешће су направљене од јаворовог дрвета. Израда гусала - гуслање се среће и у Црној Гори. | Управа за заштиту културних добара  | 2013. година           | |
| 19 | Рибарење калимерама                                            | Рибарење калимерама                                            | Калимера је врста специјалне подизне рибарске мреже која се користи на ушћу реке Бојане на Скадарском језеру и Ади Бојани поред Улциња. | Управа за заштиту културних добара  |                        | |